# Joë au royaume des mouches
Joë chez les fourmis
Joë au royaume des mouches est une série télévisée d'animation française en treize épisodes de cinq minutes, créée par Jean Image et diffusée à partir du 23 janvier 1964 sur RTF Télévision.
Il s'agit de la suite des séries Joë chez les abeilles et de Joë chez les fourmis.

## Synopsis
Après avoir visité le monde des abeilles puis celui des fourmis, Joë découvre le royaume des mouches au sein duquel il recherche Tsé-Tsé Bosse, la mouche responsable de la mort de ses amies abeilles.

## Voix
- Linette Lemercier : Joe

## Épisodes
1. Tsé-Tsé Bosse et Fleur de miel
2. Au royaume de Claudius
3. Corrida chez les Cantharides
4. La Reine vibrante
5. Le Coche et la Mouche
6. Une partie de pêche
7. Le Lion et le Moucheron
8. La Boule magique
9. Les Mouches armées
10. L'Épreuve du feu
11. L'Épreuve de l'eau
12. La Capture de la sorcière
13. Le Réveil de Fleur de Miel